# Ситников Іван Микитович
Іван Микитович Ситников (також Ситніков, 1910 — 1972) — радянський діяч сільського господарства, бригадир комплексної бригади колгоспу імені Сталіна у Вільховатському районі Харківської області. Герой Соціалістичної Праці.

## Життєпис
Іван Ситников народився 1910 року у селі Лобанівка Вовчанського повіту в селянській родині. За етнічним походженням росіянин. Здобув початкову освіту.
Брав участь у Другій світовій війні, по закінчені якої повернувся до рідного села і почав працювати у колгоспі імені Сталіна Вільхуватського району. Працював на різних посадах, доки у 1947 році не очолив комплексну бригаду. У 1947 році його бригада зібрала по 30,1 центнера жита з гектара на загальній площі у двадцять один гектар .
За «отримання високих урожаїв пшениці, жита, кукурудзи та цукрового буряка при виконанні колгоспом обов'язкових поставок та натуроплати за роботу МТС у 1947 році та забезпеченості насінням зернових культур для весняної сівби 1948 року», Президія Верховної ради СРСР указом від 7 травня 1948 року надала Івану Ситникову звання Героя Соціалістичної Праці з врученням ордена Леніна та медалі «Серп і Молот». Разом з ним нагороду отримав голова колгоспу — Максим Шевяков.
Після отримання нагороди, Іван Микитович працював у другому відділенні колгоспу «Росія», яке знаходилася у селі Грачівка, а також керував птахофермою.
Помер Іван Ситніков у 1973 році, похований в селі Лобанівка.

## Нагороди
- Герой Соціалістичної Праці (7.05.1948)[3]
- орден Леніна (7.05.1948)[3]
- медаль «Серп і Молот» (7.05.1948)[3]

- медалі[2]